# 구글 음역
음역(Transliteration, Google Indic Transliteration)은 라틴어 계열이 아닌 알파벳을 이용하는 언어들을 위한 음역 타이핑 서비스이다.
이 도구는 구글의 대중적인 블로그 서비스인 블로거에 처음 등장하였다. 나중에 별도의 온라인 도구로 모습을 드러냈다. Gmail과 오르컷에 임베디드되면서 대중성을 얻었다. 2009년 12월, 구글은 구글 IME라는 오프라인 버전을 출시했다.
구글이 출시한 이 도구는 사전 기반 음성 음역 접근에 기반을 둔다. 특정 스킴에서 음역을 함으로써 동작하는 구 인도 타이핑 도구들과 달리 구글은 내장 사전과 라틴계 알파벳을 일치시킴으로써 음역을 수행한다. 사용자가 음역 스킴을 암기할 필요가 없기 때문에 이 서비스는 초보자들이 사용하기 적절할 정도로 매우 용이한 편이다.
스크립트 간 음역의 경우 2011년 7월까지 구글 스크립트 변환기라는 별도의 서비스로 존재했다.

## 같이 보기
- 구글 IME